# Гермина Вальдек-Пирмонтская
Гермина Вальдек-Пирмонтская (нем. Hermine zu Waldeck und Pyrmont; 29 сентября 1827 — 16 февраля 1910) — принцесса Вальдек-Пирмонтская; в замужестве — княгиня Шаумбург-Липпская.

## Биография
Принцесса родилась в семье принца Вальдек-Пирмонтского Георга II и принцессы Эммы Ангальт-Бернбург-Шаумбург-Хоймской. Гермина приходилась тёткой нидерландской королеве Эмме Вальдек-Пирмонтской.
25 октября 1844 году Гермина вышла замуж за принца Адольфа I Георга Шаумбург-Липпского. В семье родилось восемь детей:
- Гермина (1845—1930), замужем за герцогом Максимилианом Вюртембергским, сыном герцога Пауля Вильгельма Вюртембергского, брак бездетный
- Георг (1846—1911), женился на Марии Анне Саксен-Альтенбургской, 9 детей
- Герман (1848—1928), женат не был, детей не оставил
- Эмма (1850—1855) - умерла в раннем возрасте
- Ида (1852—1891), замужем за Генрихом XXII Рейсс-Грейцским, в браке родилось 6 детей, пятый ребенок - Гермина, вторая супруга императора Вильгельма II и номинальная императрица Германии и королева Пруссии,
- Отто (1854—1935), женат, 3 детей
- Адольф (1859—1916), женат на Виктории Прусской, дочери императора Фридриха III, внучке британской королевы Виктории, брак бездетный.
- Эмма (1860—1863) — умерла в раннем возрасте